# Штавица
Штавица је насеље у Србији у општини Љиг у Колубарском округу. Према попису из 2022. било је 265 становника.
Школа је изграђена 1938. средствима пуковника Велимира Бељића, који је обезбедио и библиотеку и фонд за сиромашне ђаке.

## Демографија
У насељу Штавица живи 351 пунолетни становник, а просечна старост становништва износи 46,1 година (45,4 код мушкараца и 46,8 код жена). У насељу има 145 домаћинстава, а просечан број чланова по домаћинству је 2,94.
Ово насеље је великим делом насељено Србима (према попису из 2002. године), а у последња три пописа, примећен је пад у броју становника.
|  |

| Демографија | Демографија | Демографија |
| Година      | Становника  | Становника  |
| ----------- | ----------- | ----------- |
| 1948.       | 821         |             |
| 1953.       | 807         |             |
| 1961.       | 763         |             |
| 1971.       | 638         |             |
| 1981.       | 559         |             |
| 1991.       | 486         | 486         |
| 2002.       | 427         | 427         |

| Етнички састав према попису из 2002.‍ | Етнички састав према попису из 2002.‍ | Етнички састав према попису из 2002.‍ | Етнички састав према попису из 2002.‍ | Етнички састав према попису из 2002.‍ |
| ------------------------------------ | ------------------------------------ | ------------------------------------ | ------------------------------------ | ------------------------------------ |
|                                      |                                      |                                      |                                      |                                      |
| Срби                                 | Срби                                 |                                      | 417                                  | 97,65%                               |
| Црногорци                            | Црногорци                            |                                      | 2                                    | 0,46%                                |
| Руси                                 | Руси                                 |                                      | 1                                    | 0,23%                                |
| Мађари                               | Мађари                               |                                      | 1                                    | 0,23%                                |
| Југословени                          | Југословени                          |                                      | 1                                    | 0,23%                                |
| непознато                            | непознато                            |                                      | 1                                    | 0,23%                                |

| Година пописа     | 1948. | 1953. | 1961. | 1971. | 1981. | 1991. | 2002. |
| ----------------- | ----- | ----- | ----- | ----- | ----- | ----- | ----- |
| Број домаћинстава | 145   | 155   | 180   | 184   | 182   | 164   | 145   |

| Број чланова      | 1  | 2  | 3  | 4  | 5  | 6  | 7 | 8 | 9 | 10 и више | Просек |
| ----------------- | -- | -- | -- | -- | -- | -- | - | - | - | --------- | ------ |
| Број домаћинстава | 44 | 34 | 18 | 17 | 10 | 16 | 2 | 3 | 1 | 0         | 2,94   |

| Пол    | Укупно | Неожењен/Неудата | Ожењен/Удата | Удовац/Удовица | Разведен/Разведена | Непознато |
| ------ | ------ | ---------------- | ------------ | -------------- | ------------------ | --------- |
| Мушки  | 180    | 43               | 115          | 17             | 5                  | 0         |
| Женски | 184    | 14               | 113          | 50             | 7                  | 0         |
| УКУПНО | 364    | 57               | 228          | 67             | 12                 | 0         |

| Пол    | Укупно                    | Пољопривреда, лов и шумарство | Рибарство                            | Вађење руде и камена | Прерађивачка индустрија       |
| ------ | ------------------------- | ----------------------------- | ------------------------------------ | -------------------- | ----------------------------- |
| Мушки  | 101                       | 36                            | 0                                    | 6                    | 13                            |
| Женски | 68                        | 52                            | 0                                    | 1                    | 3                             |
| УКУПНО | 169                       | 88                            | 0                                    | 7                    | 16                            |
| Пол    | Производња и снабдевање   | Грађевинарство                | Трговина                             | Хотели и ресторани   | Саобраћај, складиштење и везе |
| Мушки  | 2                         | 21                            | 4                                    | 0                    | 16                            |
| Женски | 0                         | 0                             | 2                                    | 3                    | 1                             |
| УКУПНО | 2                         | 21                            | 6                                    | 3                    | 17                            |
| Пол    | Финансијско посредовање   | Некретнине                    | Државна управа и одбрана             | Образовање           | Здравствени и социјални рад   |
| Мушки  | 0                         | 0                             | 0                                    | 0                    | 0                             |
| Женски | 0                         | 0                             | 0                                    | 5                    | 0                             |
| УКУПНО | 0                         | 0                             | 0                                    | 5                    | 0                             |
| Пол    | Остале услужне активности | Приватна домаћинства          | Екстериторијалне организације и тела | Непознато            | Непознато                     |
| Мушки  | 0                         | 0                             | 0                                    | 3                    | 3                             |
| Женски | 1                         | 0                             | 0                                    | 0                    | 0                             |
| УКУПНО | 1                         | 0                             | 0                                    | 3                    | 3                             |